# 吉田丸悠
吉田丸 悠（よしだまる ゆう）は、日本の漫画家。『きれいなあのこ』、『じごくあね』、『大上さん、だだ漏れです。』を執筆。

## 略歴
- 2008年 - 小学館『月刊IKKI』新人賞イキマン受賞。
- 2010年 - 講談社『月刊アフタヌーン』四季賞佳作受賞。
- 2011年 - 新書館「ピュア百合アンソロジー ひらり、」第1回GLコミック大賞グランプリ受賞。
- 2014年 - 小学館『月刊サンデーGX』にて『じごくあね』連載[2]。
- 2016年 - 講談社『月刊アフタヌーン』にて『大上さん、だだ漏れです。』連載開始[3]。

## 作品リスト

### 漫画
- きれいなあのこ（2013年、新書館、全1巻）
- じごくあね（『月刊サンデーGX』2014年4月号[2] - 2016年2月号[4]、小学館、全4巻）
- 大上さん、だだ漏れです。（『月刊アフタヌーン』2016年12月号[3] - 2020年1月号、講談社、全7巻）
- じょしまん。（『webアクション』2020年8月21日[5] - 2021年12月24日、双葉社、全3巻）
- 生真面目生徒会長は恋にあざとすぎる（『コミックヘヴン』53号・56号 - 60号、2021年 - 2022年、日本文芸社、既刊1巻）

### アンソロジー
- シロップ 社会人百合アンソロジー（2019年、双葉社）
- シロップ SECRET 禁断×百合アンソロジー（2019年、双葉社）
- シロップ NIGHT 初夜百合アンソロジー（2019年、双葉社）
- シロップ PURE おねロリ百合アンソロジー（2020年、双葉社）
- 上野さんは不器用 第7巻（2020年、白泉社） - 限定版付属の小冊子に寄稿